# Grypocoris sexguttatus
Grypocoris sexguttatus is een wants uit de familie van de blindwantsen (Miridae). De soort werd het eerst wetenschappelijk beschreven door Johann Christian Fabricius in 1777.

## Uiterlijk
De mannetjes van de ovaal gevormde blindwants kunnen 6,5 tot 8,5 mm lang worden en de vrouwtjes blijven wat kleiner, 7 tot 8 mm. De antennes zijn zwart, het laatste segment is lichter. De kop is zwart met lichte accenten, het halsschild is ook zwart met een gele vlek in het midden. De buitenranden van de verharde voorvleugels hebben een zwarte zoom, De gele vlekken op het halsschild komen niet totaan de achterrand van het halsschild. Het scutellum is geel. Het uiteinde van het hoornachtige gedeelte van de voorvleugels (cuneus) is geel met een zwarte punt. De pootjes zijn roodbruin. De soort lijkt op Grypocoris stysi deze heeft echter een gele zoom langs de buitenranden van de vleugels en de gele vlekken op het halsschild reiken tot te achterrand. De andere vlekken op het lichaam zijn ook enigszins anders van vorm. Alle Grypocoris-soorten die in Nederland gevonden zijn, betreffen tot nu toe Grypocoris sexguttatus; in alle buurlanden is Grypocoris stysi wel al waargenomen.

## Leefwijze
De soort overwintert als eitje en er is een enkele generatie per jaar. De soort geeft de voorkeur aan (naald)bosranden en leeft op diverse kruiden zoals: gevlekte scheerling (Conium maculatum), grote brandnetel (Urtica dioica), dagkoekoeksbloem (Silene dioica), hengel (Melampyrum pratense), gewone berenklauw (Heracleum sphondylium), zwartkoren (Melampyrum) en andoorn (Stachys) waar ze sap drinken uit de bloemen en af en toe bladluizen (Aphidoidea) eten. De nimfen worden gevonden van mei tot juni, de volwassen dieren van juni tot augustus. In Nederland worden de volwassen wantsen al van midden mei tot eind juni waargenomen.

## Leefgebied
De soort is zeer zeldzaam in Nederland. Het verspreidingsgebied is Palearctisch, voornamelijk in Europa.